# Stamnodes prunata
Stamnodes prunata là một loài bướm đêm trong họ Geometridae.